# Хенераль-Сантос
Хенераль-Сантос (себ. Dakbayan sa Heneral Santos) — город в провинции Южный Котабато, на острове Минданао, Филиппины. Расположен на берегу залива Сарангани. Население — 529 542 чел. (по переписи 2007 года).

## История
Первые упоминания этого места относятся к XV веку, когда из Аравии в этот район прибыли миссионеры для проповеди ислама. Власть мусульманских правителей продолжалась и при испанском владычестве и прервалась только в конце XIX века, когда Филиппины перешли к американцам.
В 1914 году здесь появились первые христиане. В 1920 году появилась община илоков. В 1938 году началось экономическое развитие региона под руководством генерал-майора Паулино Сантоса, который в дальнейшем помогал главе Филиппин Мануэлю Кесону в разработке программы поддержки фермеров. 
В 1939 году Паулино Сантос возглавил первую партию 62 переселенцев, приехавших на берег залива Сарангани с острова Лусон.
В 1948 году округ Байан (как на тот момент называлась эта местность) получил статус самостоятельного муниципалитета и права небольшого города. Шестью годами позже, в июне 1954 года, Байан был переименован в Хенераль-Сантос в честь своего основателя.
В период с 1963 по 1967 гг., при мэре Лусио А. Велайо, наблюдался серьёзный рост экономики города благодаря поддержке и развитию сельскохозяйственной отрасли. 8 июля 1968 года Хенераль-Сантос, согласно указу руководства страны, получил статус города.

## Климат
Для климата характерно большое количество осадков, что благоприятствует занятию сельским хозяйством.

## Экономика
Одной из главных статей дохода городского бюджета является рыбная ловля. Среди всех видов промысловых рыб больше всего вылавливается тунец. Ещё в 1970 году город получил неофициальное название «тунцовой столицы» Филиппин. В городе расположены 7 заводов, занятых переработкой тунца. Также в окрестностях города выращиваются в большом количестве ананасы, маниока, рис, маис, кокосовые орехи и бананы.
Порт города является одним из самых крупных в стране и самым крупным на юге острова. Через него осуществляется торговля с рядом стран, таких, как, например, Гонконг, Сингапур, Бруней, Япония, США, Австралия, Индонезия, Малайзия, а также с другими странами и регионами мира.
Также в городе есть аэропорт, выполняющий рейсы в Манилу, Себу и Замбоангу.

### Экология и развитие города
Город является экологически чистым городом, несмотря на наличие промышленных предприятий. Это обстоятельство не раз отмечалось руководством Филиппин. Генерал-Сантос несколько раз становился обладателем различных премий, в том числе, «самый конкурентоспособный город» по версии Азиатского института управления и др.

## Власть и административное деление
Город разделён на 26 районов — барангаев. Мэр города — Дарлена Магнолиа Риказа Антонио-Кустодио.
Властями города с 2008—2009 гг. осуществляются программы по привлечению инвестиций, развитию системы образования, переподготовки и повышению квалификации кадров, строительству нового жилья, электрификации и др.

## Культура
В городе есть ряд достопримечательностей и памятников архитектуры. Регулярно проводятся различные культурные мероприятия, в том числе, фестиваль Калиланган (таг. Kalilangan).

## Города-побратимы
- Бутуан[англ.], Филиппины
- Себу, Филиппины
- Марикина, Филиппины
- Нага, Филиппины
- Кесон-Сити, Филиппины
- Монтеррей, Мексика
- Плейно, Техас, США